# Sinaloa isena
Sinaloa isena är en insektsart som beskrevs av Otte, D. och Ferdinand Julius Cohn 2002. Sinaloa isena ingår i släktet Sinaloa och familjen gräshoppor. Inga underarter finns listade i Catalogue of Life.